# Senatori del Montana
Il Montana entrò a far parte dell'Unione l'8 novembre 1889, ma i due senatori non vennero eletti fino al 1° gennaio 1890. Come ogni stato, il Montana conta due senatori e quelli del Montana appartengono alle classi 1 e 2. Gli attuali senatori sono i repubblicani Steve Daines e Tim Sheehy.

## Elenco

### Classe 1
| N.      | Foto    | Senatore          | Partito | Partito                            | Carica          | Carica          | Congresso                                                 | Mandati                                                    | Elezioni                                                   |
| N.      | Foto    | Senatore          | Partito | Partito                            | Inizio          | Termine         | Congresso                                                 | Mandati                                                    | Elezioni                                                   |
| ------- | ------- | ----------------- | ------- | ---------------------------------- | --------------- | --------------- | --------------------------------------------------------- | ---------------------------------------------------------- | ---------------------------------------------------------- |
| 1       |         | Wilbur F. Sanders |         | Repubblicano                       | 1 gennaio 1890  | 3 marzo 1893    | 51 · 52                                                   | 1⁄2                                                        | 1890 Perse la rielezione                                   |
| Vacante | Vacante | Vacante           | Vacante | Vacante                            | 4 marzo 1893    | 16 gennaio 1895 | 53                                                        | Elezione non riuscita                                      | Elezione non riuscita                                      |
| 2       |         | Lee Mantle        |         | Repubblicano poi Silver Republican | 16 gennaio 1895 | 3 marzo 1899    | 53 · 54 · 55                                              | 1⁄2                                                        | 1895 Non ottenne la ricandidatura                          |
| 3       |         | William A. Clark  |         | Democratico                        | 4 marzo 1899    | 15 maggio 1900  | 56                                                        | 1⁄2                                                        | 1899 Dimessosi per accuse di brogli                        |
| Vacante | Vacante | Vacante           | Vacante | Vacante                            | 15 maggio 1900  | 7 marzo 1901    | 56 · 57                                                   | Clark, nominato per continuare il mandato, non si presentò | Clark, nominato per continuare il mandato, non si presentò |
| 4       |         | Paris Gibson      |         | Democratico                        | 7 marzo 1901    | 3 marzo 1905    | 57 · 58                                                   | 1⁄2                                                        | Eletto per terminare il mandato di Clark Non ricandidatosi |
| 5       |         | Thomas H. Carter  |         | Repubblicano                       | 4 marzo 1905    | 3 marzo 1911    | 59 · 60 · 61                                              | 1                                                          | 1905 Perse la rielezione                                   |
| 6       |         | Henry L. Myers    |         | Democratico                        | 4 marzo 1911    | 3 marzo 1923    | 62 · 63 · 64 · 65 · 66 · 67                               | 2                                                          | 1911 · 1916 Non ricandidatosi                              |
| 7       |         | Burton K. Wheeler |         | Democratico                        | 4 marzo 1923    | 3 gennaio 1947  | 68 · 69 · 70 · 71 · 72 · 73 · 74 · 75 · 76 · 77 · 78 · 79 | 4                                                          | 1922 · 1928 · 1934 · 1940 Non ottenne la ricandidatura     |
| 8       |         | Zales N. Ecton    |         | Repubblicano                       | 3 gennaio 1947  | 3 gennaio 1953  | 80 · 81 · 82                                              | 1                                                          | 1946 Perse la rielezione                                   |
| 9       |         | Mike Mansfield    |         | Democratico                        | 3 gennaio 1953  | 3 gennaio 1977  | 83 · 84 · 85 · 86 · 87 · 88 · 89 · 90 · 91 · 92 · 93 · 94 | 4                                                          | 1952 · 1958 · 1964 · 1970 Non ricandidatosi                |
| 10      |         | John Melcher      |         | Democratico                        | 3 gennaio 1977  | 3 gennaio 1989  | 95 · 96 · 97 · 98 · 99 · 100                              | 2                                                          | 1976 · 1982 Perse la rielezione                            |
| 11      |         | Conrad Burns      |         | Repubblicano                       | 3 gennaio 1989  | 3 gennaio 2007  | 101 · 102 · 103 · 104 · 105 · 106 · 107 · 108 · 109       | 3                                                          | 1988 · 1994 · 2000 Perse la rielezione                     |
| 12      |         | Jon Tester        |         | Democratico                        | 3 gennaio 2007  | 3 gennaio 2025  | 110 · 111 · 112 · 113 · 114 · 115 · 116 · 117 · 118       | 3                                                          | 2006 · 2012 · 2018 Perse la rielezione                     |
| 13      |         | Tim Sheehy        |         | Repubblicano                       | 3 gennaio 2025  | in carica       | 119 · 120 · 121                                           | 1                                                          | 2024                                                       |

### Classe 2
| N.      | Foto    | Senatore         | Partito | Partito      | Carica           | Carica           | Congresso                                                                                                  | Mandati | Elezioni |
| N.      | Foto    | Senatore         | Partito | Partito      | Inizio           | Termine          | Congresso                                                                                                  | Mandati | Elezioni |
| ------- | ------- | ---------------- | ------- | ------------ | ---------------- | ---------------- | --- | ------- | --- |
| 1       |         | Thomas C. Power  |         | Repubblicano | 2 gennaio 1890   | 3 marzo 1895     | 51 · 52 · 53                                                                                               | 1       | 1890 Non ricandidatosi                                                                                               |
| 2       |         | Thomas H. Carter |         | Repubblicano | 4 marzo 1895     | 3 marzo 1901     | 54 · 55 · 56                                                                                               | 1       | 1895 Perse la rielezione                                                                                             |
| 3       |         | William A. Clark |         | Democratico  | 4 marzo 1901     | 3 marzo 1907     | 57 · 58 · 59                                                                                               | 1       | 1901 Non ricandidatosi                                                                                               |
| 4       |         | Joseph M. Dixon  |         | Repubblicano | 4 marzo 1907     | 3 marzo 1913     | 60 · 61 · 62                                                                                               | 1       | 1907 Perse la rielezione                                                                                             |
| 5       |         | Thomas J. Walsh  |         | Democratico  | 4 marzo 1913     | 2 marzo 1933     | 63 · 64 · 65 · 66 · 67 · 68 · 69 · 70 · 71 · 72                                                            | 3 1⁄2   | 1913 · 1918 · 1924 · 1930 Deceduto                                                                                   |
| Vacante | Vacante | Vacante          | Vacante | Vacante      | 2 marzo 1933     | 13 marzo 1933    | 72 · 73 |         | |
| 6       |         | John E. Erickson |         | Democratico  | 13 marzo 1933    | 6 novembre 1934  | 73 | 1⁄2     | Nominato per continuare il mandato di Walsh Non ottenne la candidatura                                               |
| 7       |         | James E. Murray  |         | Democratico  | 6 novembre 1934  | 3 gennaio 1961   | 73 · 74 · 75 · 76 · 77 · 78 · 79 · 80 · 81 · 82 · 83 · 84 · 85 · 86                                        | 4 1⁄2   | Eletto per terminare il mandato di Walsh · 1936 · 1942 · 1948 · 1954 Non ricandidatosi                               |
| 8       |         | Lee Metcalf      |         | Democratico  | 3 gennaio 1961   | 12 gennaio 1978  | 87 · 88 · 89 · 90 · 91 · 92 · 93 · 94 · 95                                                                 | 2 1⁄2   | 1960 · 1966 · 1972 Deceduto                                                                                          |
| Vacante | Vacante | Vacante          | Vacante | Vacante      | 12 gennaio 1978  | 22 gennaio 1978  | 95 |         | |
| 9       |         | Paul G. Hatfield |         | Democratico  | 22 gennaio 1978  | 14 dicembre 1978 | 95 | 1⁄2     | Nominato per continuare il mandato di Metcalf Non fu ricandidato                                                     |
| Vacante | Vacante | Vacante          | Vacante | Vacante      | 14 dicembre 1978 | 15 dicembre 1978 | 95 |         | |
| 10      |         | Max Baucus       |         | Democratico  | 15 dicembre 1978 | 6 febbraio 2014  | 95 · 96 · 97 · 98 · 99 · 100 · 101 · 102 · 103 · 104 · 105 · 106 · 107 · 108 · 109 · 110 · 111 · 112 · 113 | 5 1⁄2   | Nominato per terminare il mandato di Metcalf · 1978 · 1984 · 1990 · 1996 · 2002 · 2008 Divenuto ambasciatore in Cina |
| Vacante | Vacante | Vacante          | Vacante | Vacante      | 6 febbraio 2014  | 9 febbraio 2014  | 113 |         | |
| 11      |         | John Walsh       |         | Democratico  | 9 febbraio 2014  | 3 gennaio 2015   | 113 | 1⁄2     | Nominato per terminare il mandato di Baucus Non ricandidatosi                                                        |
| 12      |         | Steve Daines     |         | Repubblicano | 3 gennaio 2015   | in carica        | 114 · 115 · 116 · 117 · 118 · 119                                                                          | 2       | 2014 · 2020 |